# Serghei Esenin
Serghei Alexandrovici Esenin, (în rusă Сергей Александрович Есенин; n. 21 septembrie/3 octombrie 1895, Konstantinovo⁠(d), uezdul Reazan⁠(d), gubernia Reazan⁠(d), Imperiul Rus – d. 28 decembrie 1925, Leningrad, RSFS Rusă, URSS) a fost un celebru poet liric rus.

## Biografie

### Tinerețea
Născut într-o familie de țărani din satul Constantinovo (astăzi Esinino), regiunea Riazan din Rusia, Serghei Esenin a fost abandonat de părinții săi în copilărie și a trăit cu bunicii săi. A început să scrie poezii la nouă ani. Copil-minune al literaturii, în 1912 s-a mutat la Moscova, unde s-a întreținut muncind ca și corector la o tipografie. În anul următor s-a înscris la Universitatea de Stat din Moscova, unde a studiat un an și jumătate, ca student extern. În această perioadă a scris poezii inspirate din folclorul rus și a devenit un apropiat al poeților Alexandr Blok, Serghei Gorodetsky, Nikolai Kliuev și Andrei Belîi. Esenin spunea că Belîi i-a dat înțelegerea formei, în timp ce Blok și Kliuev l-au învățat lirica.

### Anii maturității
În 1915, Serghei Esenin a publicat prima sa carte de poezii, intitulată Radunița, urmată curând de Slujbă pentru morți (1916). Prin poeziile sale pătrunzătoare despre dragoste și despre viața simplă devenise unul dintre cei mai populari poeți din vremea sa.
În 1916-1917, Serghei Esenin a fost înrolat în armată, dar curând după Revoluția din Octombrie din 1917, Rusia a ieșit din Primul Război Mondial. Crezând că revoluția va aduce o viață mai bună, a susținut-o pentru o perioadă scurtă, dar, curând, a devenit dezamăgit și, uneori, chiar a criticat regimul bolșevic în poezii ca Sumbrul Octombrie m-a dezamăgit.
În septembrie 1918, Esenin și-a înființat propria editură, numită "Трудовая Артель Художников Слова" („Compania de muncă a artiștilor cuvântului din Moscova.")

### Viața sentimentală
Dăruit cu frumusețe fizică și cu o personalitate romantică, s-a îndrăgostit frecvent și, într-o perioadă scurtă, a fost căsătorit de cinci ori. Prima dată s-a căsătorit în 1913, cu o colegă de la tipografie, Anna Izriadnova, cu care a avut un fiu, Iuri. În timpul epurării staliniste, Iuri Esenin a fost arestat și a murit în 1937, într-un lagăr de muncă forțată din Gulag.
În 1918, Esenin s-a căsătorit pentru a doua oară, cu actrița Zinaida Raikh. Cu aceasta a avut o fiică, Tatiana, și un fiu, Constantin.

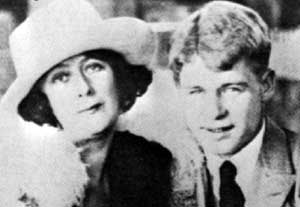
Isadora Duncan și Esenin în 1923

În toamna anului 1921, în timp ce vizita atelierul pictorului Gheorghi Iakulov, a cunoscut-o pe dansatoarea americană stabilită la Paris, Isadora Duncan, o femeie cu 17 ani mai în vârstă, care nu vorbea rusa, iar el nu vorbea engleza. Au reușit să comunice în limba franceză și s-au căsătorit în 2 mai 1922. Esenin și-a însoțit noua și celebra soție într-un turneu prin Europa și prin Statele Unite ale Americii, dar, în acest punct al vieții, dependența față de alcool scăpase de sub control. Adesea, aflat sub influența alcoolului sau a drogurilor, în timpul unor crize violente de furie, Esenin a distrus camere de hotel sau a provocat scandaluri în restaurante, acțiuni care au avut parte de multă publicitate în presa lumii. Căsnicia cu Isadora Duncan a durat doar o scurtă perioadă și, în mai 1923, s-a întors la Moscova. Aici, are o relație cu actrița Augusta Miklașevskaia și se crede că s-ar fi căsătorit cu ea printr-o ceremonie civilă de îndată ce a obținut divorțul de Isadora Duncan. 
Relația lui Esenin cu Galina Benislavskaia s-a sfârșit tragic: la un an după moartea lui, ea s-a sinucis la mormântul acestuia.
Comportamentul lui Esenin a devenit tot mai dezechilibrat și, în același an, are un fiu, Alexandr, cu poeta Nadejda Volpin. Serghei Esenin nu a apucat să-și cunoască acest fiu, dar Alexander Esenin-Volpin a devenit un poet important și un activist în mișcarea dizidentă din Uniunea Sovietică a anilor 1960, alături de Andrei Saharov și de alții. După ce s-a stabilit în Statele Unite, Esenin-Volpin a devenit un matematician respectat.

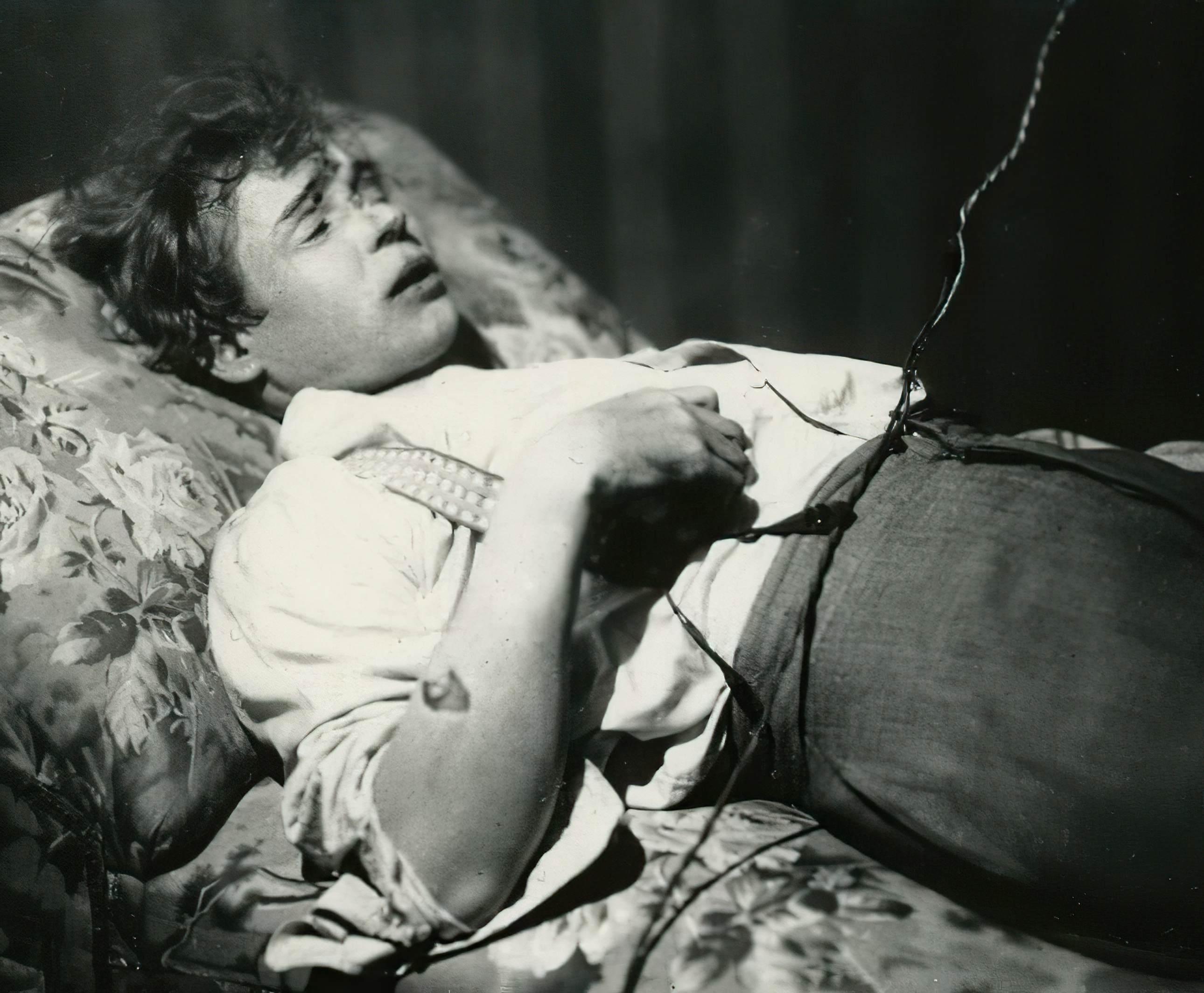
Esenin pe patul de moarte în 1925

Ultimii doi ani din viața lui Esenin au fost plini de rătăciri constante și comportament de alcoolic, dar a continuat să scrie opere poetice de calitate. În primăvara lui 1925, un Serghei Esenin foarte aerian o cunoaște și se căsătorește cu a cincea soție, Sofia Andreievna Tolstaia, o nepoată a scriitorului Lev Tolstoi. Ea a încercat să îl ajute, dar Esenin a suferit o criză mentală și a fost spitalizat vreme de o lună. Cu două zile înaintea externării de Crăciun, și-a tăiat venele de la mână și a scris un poem de adio, cu propriul sânge, după care s-a spânzurat de țevile de la încălzire de pe tavanul unei camere a hotelului „Anglia” din Sankt Petersburg. 
Întâlnindu-l întâmplător pe Esenin în 1925, Vladimir Maiakovski nota: 

... Cu mare greutate l-am recunoscut pe Esenin. Tot cu greutate, i-am refuzat invitațiile insistente de a merge împreună să bem ceva, invitații însoțite de fluturatul unui teanc gros de bancnote. Toată ziua am avut în fața mea imaginea lui deprimantă, iar seara, desigur, am discutat cu colegii mei despre ce s-ar putea face cu Esenin. Din nefericire, în asemenea situație, toată lumea se mărginește la discuții.

Potrivit memoriilor lui Ilya Ehrenburg, Oameni, ani, vieți (1961),

Esenin era întotdeauna înconjurat de sateliți. Cel mai trist lucru era să vezi, alături de Esenin, un grup întâmplător de oameni care nu aveau nimic de-a face cu literatura, ci doar le plăcea (și le mai place) să bea vodca altuia, să se încălzească la faima altuia și să se ascundă în spatele autorității sale. Și totuși, nu roiul acesta negru l-a distrus, el i-a atras spre el. El știa cât valorează ei; dar în starea lui, găsea că e mai ușor să fie împreună cu oameni pe care îi disprețuia.

### Posteritatea
Serghei Esenin este înhumat în Cimitirul Vagankovskoie din Moscova. Mormântul său este marcat cu o sculptură din marmură albă.
Cu toate că a fost unul dintre poeții cei mai îndrăgiți ai Rusiei și că a avut parte de funeralii îngrijite de stat, multe dintre scrierile sale au fost interzise de către Kremlin în timpul conducerilor lui Stalin și Hrușciov, dar, în 1966, operele sale complete au fost republicate.
În zilele noastre, poeziile lui Esenin sunt învățate pe de rost de elevi și unele au fost puse pe muzică, fiind înregistrate drept cântece populare. Moartea timpurie, antipatia elitei literare contemporane lui, iubirea oamenilor simpli, purtarea ieșită din comun, toate au contribuit la imaginea persistentă și aproape legendară a poetului rus.
Poetul a fost tradus în limba română încă din anii '30, de către Zaharia Stancu și George Lesnea. Tălmăcirile lui Lesnea au rămas cunoscute ca fiind unele dintre cele mai reușite traduceri românești din lirica universală. George Călinescu a identificat influența lui Esenin printre poeții români Virgil Carianopol, Zaharia Stancu, Vladimir Cavarnali, George Lesnea, chiar dacă, în realitate, cel puțin un poet dintre cei enumerați mai sus (Carianopol) fusese, de fapt, influențat de Ilarie Voronca, un imagist puternic ca și Esenin. În perioada postbelică, influența lui Esenin s-a resimțit în poeziile lui Mircea Dinescu, ale lui Ioan Alexandru și ale lui Adrian Păunescu.

## Opera
Lirica sa este contemplativă, de expresie modernă, caracterizată prin imagism și o mare varietate de tonuri afective, de la perceperea cosmică a naturii ruse până la evocarea miturilor vechi păgâne și creștine, de la nostalgia satului până la fronda față de formele civilizației orașului:
- 1915: Ziua pomenirii („Radunița”);
- 1918: Seninul („Goluben`”);
- 1918: Transfigurare („Preobrajenie”);
- 1918: Ceaslovul satelor („Selskii časoslov”)
- 1918: Inoniia;
- 1918: Toboșarul ceresc („Nebesnîi barabanscik”);
- 1919: Cheile Mariei („Kliuci Marii”);
- 1920: Confesiunea unui huligan („Ispoved` huligana”);
- 1921: Pugaciov;
- 1924: Moscova cârciumăreasă („Moskva kabațkaia”);
- 1924: Balada celor douăzeci și șase („Ballada o dvadțati șest`”);
- 1925: Rusia sovietică („Rus` sovetskaia”);
- 1925: Anna Sneghina.

Proza:
Apărută în traducere românească la Societatea „Adevărul” S.A., în anul 1992, Serghei Esenin – „Văgăuna și alte scrieri în proză”, în românește de Laurențiu Duță și Simona Duță

## Traduceri
- Versuri. Ediție bilingvă (rusă și română), București, EPL, 1964